# Mesini
Mesini (gr. Μεσσήνη) – miejscowość w Grecji, w administracji zdecentralizowanej Peloponez, Grecja Zachodnia i Wyspy Jońskie, w regionie Peloponez, w jednostce regionalnej Mesenia. Siedziba gminy Mesini. W 2011 roku liczyła 6065 mieszkańców.